# 肯尼·罗杰斯
肯尼斯·雷·羅傑斯（英語：Kenneth Ray Rogers，1938年8月21日—2020年3月20日），美國知名歌手、詞曲作者、演員、唱片製作人、企業家，亦是鄉村音樂名人堂成員，他不僅在鄉村音樂聽眾中特別受歡迎，他也有120多首不同型態的熱門單曲進入排行榜。僅在美國，就有多達200多星期榮登鄉村和流行專輯排行榜. 累計唱片銷量超過1億張，是世界較暢銷的藝人之一。2020年3月20日在科尔伯特县逝世，终年81岁。

## 早年生活
肯尼斯·雷·羅傑斯於1938年8月21日出生於聖路易斯，是家中八個孩子中的第四個小孩。位於德克薩斯州休斯頓的聖約瑟夫醫院。他的父母是護士助理露西爾·洛伊斯·羅傑斯和木匠愛德華·弗洛伊德·羅傑斯。據說羅傑斯有愛爾蘭裔美國人和美洲原住民血統。羅傑斯就讀於華頓小學。
1949年，羅傑斯在德克薩斯劇院的才藝表演中獲勝。他曾在賴斯酒店當過餐廳服務員，也曾在一家帽子店打掃過地板，每週工資9美元。他後來就讀於休士頓大學。

1986年，在《菲爾多納休秀》中，羅傑斯告訴觀眾，他是「據我們所知」家裡第一個高中畢業的人。
我們破產了。我們住在一個聯邦住房計畫中。我認為我父親賺的最多的錢是每週75美元。當我還是個孩子的時候，有時候我並不覺得餓——我總是有食物可吃——但毫無疑問，我們家有時會營養不良。我們會吃花生醬三明治，因為那是唯一的食物。老實說，當你還是個孩子的時候，你不懂事，你會認為每個人都是這麼吃的。

## 事業

### 早年事業
羅傑斯的錄音生涯可以追溯到20世紀50年代，他從青少年搖滾樂轉向迷幻搖滾，最終成為20世紀70年代和80年代的鄉村流行跨界藝術家。1957 年，他發行了一首小眾熱門歌曲名為《那種瘋狂的感覺》。在銷量下滑後，羅傑斯加入了一支名為“鮑比·道爾三人組”的爵士樂隊，該樂隊因擁有眾多粉絲而經常被俱樂部聘用。樂團為哥倫比亞唱片公司錄製唱片。樂團於1965年解散，1966年羅傑斯為水星唱片錄製的爵士搖滾單曲《Here's That Rainy Day》發行失敗了。羅傑斯也擔任其他表演者的製作人、作家和伴奏音樂家，包括鄉村歌手米奇·基利和艾迪·阿諾爾德。1966年，他加入了the New Christy Minstrels樂隊，擔任歌手和低音提琴手。
由於羅傑斯跟樂團其他成員麥克·塞特爾、特里·威廉斯和塞爾瑪·卡馬喬 覺得吟遊詩人樂團未能取得他們想要的成就，因此離開了樂團。他們於1967年組建了第一版樂隊（後來更名為“肯尼·羅傑斯和第一版樂隊”）。後來，金·瓦西也加入了樂隊。他們在流行音樂和鄉村音樂排行榜上都取得了一系列熱門歌曲，包括《Just Dropped In (To See What Condition My Condition Was In)》（羅傑斯擔任主唱和貝斯 - 並在科恩兄弟《謀殺綠腳趾》的夢境片段中使用），《但你知道我愛你》、《露比，不要把你的愛帶到城裡》、《告訴一切，兄弟》、《魯本詹姆斯》和《Something's Burning》。
1976年 First Edition樂團解散後，羅傑斯開始了他的單飛生涯。他很快就形成了一種更中庸的音樂風格，既受到流行音樂的歡迎，也受到鄉村音樂的歡迎。他有60多首單曲進入排行榜前40名（包括兩首冠軍單曲《Lady》和《Islands in the Stream》）。他的音樂曾出現在多部暢銷電影的配樂中，例如《Convoy》、《Urban Cowboy》和《The Big Lebowski》。

### 單飛生涯以及與其他藝術家的二重唱
1975年，當第一個樂隊解散時，羅傑斯成為全國商業廣告的代言人，廣告宣傳《快速挑選有趣家庭吉他課程》，然而在1976年羅傑斯與聯美唱片公司簽訂了個人合約。製片人Larry Butler和羅傑斯開始了長達四年的合作。
羅傑斯為他的新品牌推出的首張專輯是《Love Lifted Me》。這張專輯登上了排行榜，其中兩首單曲《Love Lifted Me》和《While the Feeling’s Good》都小有名氣。歌曲《Runaway Girl》出現在電影《追蹤》（1976年）。1976年下半年，羅傑斯發行了他的第二張同名專輯《肯尼·羅傑斯》，其中的第一首單曲《勞拉（他有什麼我沒有的）》是另一首個人熱門歌曲。
單曲《Lucille》（1977年）大獲成功，在12個國家的流行音樂排行榜上名列第一，銷量超過500萬張，並牢固地確立了羅傑斯在《First Edition》之後的職業生涯。憑藉《Lucille》的強勁表現，專輯《Kenny Rogers》在告示牌國家專輯榜單上排名第一。隨後，他取得了更多成就，包括多白金銷量專輯《The Gambler》和另一首國際排名第一的單曲《Coward of the County》，該曲出自同樣成功的專輯《Kenny》。1980年，羅傑斯和巴特勒的合作關係結束，儘管如此，他們還是會短暫重聚，1987年發行了專輯《我更喜歡月光》，1993年發行了專輯《如果我的心有聲音》後再次重聚。
20世紀70年代末，羅傑斯與好友Dottie West合作推出了一系列專輯和二重唱。兩人憑藉兩張熱門專輯《Every Time Two Fools Collide》（排名第一）和《Classics》（排名第三）贏得了兩項金唱片（其中一張後來成為白金唱片）、兩項CMA獎、一項ACM獎提名、兩項格萊美獎提名和一項《音樂城新聞》獎，在幾年的巡迴演出中，體育場館的門票全部介紹，他們都出現了幾個電視節目。他們合作的熱門歌曲《Every Time Two Fools Collide》（排名第一）、《Anyone Who Isn't Me Tonight》（排名第二）、《What Are We Doin’ in Love》（排名第一）、《All I Ever Need Is You》（排名第一）和《Till I Can Make It On My Own》（排名第三）都成為了鄉村音樂的經典作品。羅傑斯在1995年接受TNN採訪時談到韋斯特時說道：“與我合作過的任何人都不同，她的歌聲如此飽含深情，以至於你會真的相信她所唱的內容。很多人唱的是歌詞，而多蒂·韋斯特唱的是情感。”在1978年的專輯《Every Time Two Fools Collide》新聞稿中，羅傑斯稱讚韋斯特進一步確立並鞏固了他在鄉村音樂聽眾中的事業。在同一新聞稿中，韋斯特還稱讚他將她的事業帶給了新的觀眾。羅傑斯在2012年出版的傳記《運氣或類似的東西》中曾討論過，韋斯特在1991年的一場車禍中受傷後去世，享年58歲，就在那時，羅傑斯只陪伴了韋斯特幾個小時。1995年，他在CBS傳記電影《Big Dreams and Broken Hearts: The Dottie West Story》中以自己的身份主演，與Michele Lee飾演韋斯特。
1980年，他與金·卡恩斯錄製的二重唱歌曲《Don't Fall in Love with a Dreamer》取得極大成功。同年較早時間，他與琳達·卡特在電視音樂特輯《琳達·卡特特別節目》中合唱了《你和我》(羅傑斯最初與多蒂·韋斯特一起錄製了這首歌，收錄在《每次兩個傻瓜相撞》專輯中)。1980年下半年，他與拉奴·域馳合作，後者創作並製作了羅傑斯的頭號熱門歌曲《Lady》。里奇繼續製作了羅傑斯1981年的專輯《分享你的愛》，這張專輯是排行榜冠軍單曲和商業熱門單曲，其中包括《I Don't Need You》（流行歌曲排名第三）、《Through the Years》（流行歌曲排名第十三）和《Share Your Love with Me》（流行歌曲排名第十四）。他的第一張聖誕專輯也於同年發行。羅傑斯則為里奇的五大熱門歌曲《My Love》擔任伴唱，以示回報。1982年，羅傑斯發行了專輯《Love Will Turn You Around》。專輯的主打歌《Love Will Turn You Around (song)》在《Billboard Hot 100》排行榜上排名第13位，並榮登鄉村音樂和AC音樂排行榜榜首。這是羅傑斯1982年的電影《六塊肌》的主題曲。這是羅傑斯1982年的電影《六塊肌》的主題曲。此後不久，他於1983年開始與製作人大衛·佛斯特合作，錄製了轟動一時的十大熱門歌曲Bob Seger翻唱歌曲《We’ve Got Tonight》，與席娜·伊斯頓合唱。該歌曲還在美國鄉村音樂排行榜上名列第一，並在英國排行榜上進入前30名。
1981年，羅傑斯買下了舊的ABC Dunhill大樓，並在洛杉磯建造了一座較受歡迎兼較先進錄音室之一，他將其命名為Lion Share Studios。歌曲《We Are the World》就是在那裡和A&M Studios錄製的。
羅傑斯繼續與比吉斯樂隊的巴里吉布合作，後者製作了羅傑斯1983年的熱門專輯《Eyes That See in the Dark》，收錄了主打歌和另一首冠軍熱門歌曲《Islands in the Stream》，這首歌是他與多莉帕頓的二重唱。吉布和他的兄弟羅賓和莫里斯最初以 R&B 風格為戴安娜羅斯創作了這首歌，後來才將其改為羅傑斯的專輯中的歌曲。
羅傑斯與多莉·帕頓二重唱的《Islands in the Stream》是《Eyes That See in the Dark》在美國發行的第一首單曲，並迅速登上《公告牌》百強單曲榜的榜首（事實證明，這是最後一首在該榜單上排名第一的鄉村單曲，直到2000年 Lonestar的《Amazed》做到這一點），同時也登上了《告示牌》鄉村和成人當代單曲榜的榜首；該專輯在美國的銷量達到200萬張，因此被美國唱片協會認證為白金唱片。1984年，羅傑斯與帕頓重聚，發行了節日專輯《Once Upon a Christmas (Kenny Rogers & Dolly Parton album)》和電視特別節目《Kenny and Dolly: A Christmas to Remember》（這首歌的音樂影片《沒有你的聖誕節》很受歡迎），以及1985年的二重唱《Real Love》，這首歌也登上了美國鄉村單曲榜的榜首。隨後幾年，兩人繼續在部分項目合作，包括2013年二重唱單曲《You Can’t Make Old Friends》。
儘管《Islands in the Stream》取得了成功，也無阻RCA唱片堅持發行《Eyes》主打歌作為第一首英國單曲，這首歌在英國的排名令人失望地停留在第61位，儘管它確實在前100名中停留了數週。（當它最終在美國發行時，取得了更大的成功，在成人當代音樂排行榜上名列前茅，並進入鄉村音樂排行榜前30名）。《Islands in the Stream》作為後續單曲在英國發行，銷售良好，排名第七。這張專輯本身在大西洋兩岸的鄉村音樂排行榜上名列第一，銷量達數百萬張。《Buried Treasure》、《This Woman》和《Evening Star》/《Midsummer Nights》也都是這張專輯中非常成功的單曲。
不久之後，專輯《我怎麼樣？》,一首熱門歌曲，其主打歌——由詹姆斯·英格拉姆和金·卡恩斯三人表演——獲得格萊美獎提名；與理查·馬克斯合作創作的單曲《Crazy》（不要與威利·尼爾森創作的Patsy Cline熱門歌曲混淆）榮登鄉村音樂排行榜榜首。大衛福斯特於1985年與羅傑斯在專輯《問題的核心》中再次合作，不過這一次福斯特只是演奏背景音樂而不是製作人，這個角色由喬治·馬丁擔任。這張專輯再次獲得成功，排名第一，主打歌進入單曲榜前十名。
在接下來的幾年裡，羅傑斯經常創作幾首鄉村熱門歌曲，其中包括《二十年前》、《晨間願望》和《未知愛情之墓》等。1985年1月28日，羅傑斯與45位藝術家之一錄製了世界慈善歌曲《We Are the World》，以支持非洲的飢荒受害者。第二年，他在巨人體育場打球。
1988年，羅傑斯憑藉與羅尼·米爾薩普合作演唱的歌曲《Make No Mistake, She’s Mine》榮獲格萊美最佳鄉村音樂合作獎。1990年代，羅傑斯繼續憑藉《The Factory》和《Crazy in Love》等單曲登上排行榜，金·卡恩斯為他提供的另一首單曲《If You Want to Find Love》和《The Greatest》。他的第二張聖誕專輯《美國的聖誕節》於1989年由Reprise Recors發行。1991年至1994年，羅傑斯在 A&E Network 主持了《真實的西部》，並從1995年起在歷史頻道主持（僅在歷史頻道重播）。這段時間他拜訪了米勒公司。 1992年至1995年，羅傑斯共同擁有並擔任密蘇里州布蘭森擁有4,000個座位的大皇宮劇院的主角。1994年，羅傑斯在大西洋唱片公司發行了他的「夢想」專輯《Timepiece》。它由20世紀30年代和40年代的爵士樂標準組成，這是他早期與休斯頓的 Bobby Doyle Three 樂隊一起演奏的音樂類型。
1996年，羅傑斯發行了一張專輯《為愛情投票》，專輯中收錄了公眾點播的自己喜歡的情歌，並由羅傑斯演唱。 （最終版本中收錄了他的幾首熱門歌曲。）這張專輯是電視購物頻道 QVC 旗下唱片公司 onQ Music 的第一張專輯。這張由QVC獨家銷售的專輯獲得了巨大的成功，後來以各種不同的名稱在商店發行。它以《Love Songs》為名（該標題也用於各種合輯）登上了英國鄉村音樂排行榜的榜首，並進入了主流排行榜。
1999年，羅傑斯憑藉單曲《The Greatest》一炮走紅，這首歌從孩子的角度（透過一場棒球比賽來看待）講述了生活。這首歌登上了《告示牌》鄉村單曲榜的前四十名，並成為鄉村音樂電視台的頭號影片。隔年，這首歌被收錄在羅傑斯的專輯《She Rides Wild Horses》（這張專輯本身就進入了排行榜前十名）。此外，羅傑斯在1999年專門為ABC 節目《家居裝修》的大結局創作了一首歌曲《We've Got It All》。

### 2000年至2015年
2000年 （當時他已經61歲），羅傑斯憑藉單曲《Buy Me a Rose》十多年來首次重回榜首。這樣，他打破了漢克·斯諾保持了26年的紀錄（1974年4月，他59歲時演唱了《Hello Love》）。羅傑斯一直保持著這一紀錄直到2003年，當時70歲的威利·納爾遜憑藉與托比·基思二重唱的《Beer for My Horses》成為鄉村音樂排行榜上奪冠年齡最大的藝術家。
儘管羅傑斯幾年沒有錄製新專輯，他憑藉更多精選集在許多國家取得成功。2004年專輯《42 Ultimate Hits》是他從First Edition時期到現在的第一張熱門歌曲合集，在美國鄉村音樂排行榜上排名第六，並獲得金獎。 它還收錄了兩首新歌，與惠妮·鄧肯合作的《我的世界結束了》和《我們是一樣的》。前者作為單曲發行並獲得了少許名氣。2005年，雙專輯《The Very Best of Kenny Rogers》在歐洲暢銷。這是十多年來第一張進入英國的羅傑斯個人熱門專輯，儘管那裡的許多合輯都不是真正的熱門專輯。
羅傑斯也與國會唱片簽約，並於2006年1月透過電視廣告發行了《21 Number Ones》，取得了更大的成功。即使這張唱片確實包含了標題所聲稱的21首排行榜冠軍歌曲（錄製於1976年至今），也不是羅傑斯的完整冠軍單曲合集，省略了《Crazy in Love》和《What About Me?》等單曲。繼《21 Number Ones》之後，國會唱片於2006年3月在Capitol Nashville Records唱片公司推出了羅傑斯全新錄音室專輯《Water & Bridges》。專輯中的首支單曲是《I Can’t Unlove You》，在鄉村音樂排行榜上最高排名第十七位，在這之前他曾在熱門歌曲榜上停留了六個多月，而這距離他組建第一個樂隊已經過去了五十多年，距離他作為 First Edition樂隊主唱首次推出熱門歌曲已經過去了三十八年；這首歌仍在一些廣播電台播放。繼《I Can't Unlove You》之後，2006年9月發行了專輯中的第二首單曲《The Last Ten Years (Superman)》。第三首單曲《Calling Me》由唐亨利 (Don Henley) 演唱，在2007年初大受歡迎，並在2007 Grammy Awards中獲得格萊美獎提名。同樣在2007年，1977年的《肯尼羅傑斯》專輯以雙唱片形式重新發行，其中還收錄了1979年的《肯尼》專輯，這再次使羅傑斯的名字登上了全球銷售排行榜。隔年，另一張合輯《情歌集》也上榜。
2008年8月26日，羅傑斯發行了專輯《50年》僅在 Cracker Barrel商店銷售。這張專輯收錄了羅傑斯的一些最熱門歌曲，外加三首新歌。這張專輯的發行是為了慶祝羅傑斯從事音樂事業五十週年。2007年，英格蘭國家橄欖球隊採用羅傑斯的歌曲《賭徒》在聽到支柱Matt Stevens在球隊酒店演奏這首歌後作為其非官方的2007年橄欖球世界盃隊歌。在對陣法國隊的半決賽和對陣南非隊的決賽之前，羅傑斯都透過影片向選擇自己歌曲的球隊表達了支持。
2008年，羅傑斯帶著他的聖誕節表演進行了巡迴演出。他將演出分成了兩部分，前半部分是他的“精選”，後半部分是他的聖誕歌曲。2009年，羅傑斯開始了他的50週年巡迴演唱會。
2010年4月10日，羅傑斯錄製了一部電視特別節目《肯尼羅傑斯：最初的50年》。多莉·帕頓和萊昂內爾·里奇等藝人將與羅傑斯一同演出，慶祝他對鄉村、布魯斯和流行音樂的貢獻。該活動在福克斯伍茲的米高梅大酒店舉行。該電視特別節目由加布里埃爾·戈內爾和科琳·塞爾丁擔任執行製作人，並在北美的GAC和全球的BBC上播出。
2012年6月10日，羅傑斯與音樂組合Phish一起在波納羅音樂藝術節的舞台上演唱他的熱門歌曲《The Gambler》。此外，羅傑斯在2012年重新錄製了熱門歌曲《Lady》，與歌曲作者萊昂內爾·里奇合唱，收錄在里奇的專輯《Tuskegee》中。兩人還在2012年ACM音樂會 Lionel Richie and Friends上現場演唱了這首歌。
2013年4月10日，CMA 宣布羅傑斯將與牛仔傑克·克萊門特和鮑比·貝爾一起入選2013年鄉村音樂名人堂。2013年6月，他在英國格拉斯頓伯里音樂節 2013 的周日下午“傳奇”時段演出。
2013年，羅傑斯錄製了一張新專輯，名為《You Can't Make Old Friends》。這張專輯包括主打歌，是他與Dolly Parton合唱的新歌，也是他六年來發行的第一首單曲。
羅傑斯錄製了65張專輯，唱片銷量超過1.65億張。

### 退休
2015年，羅傑斯宣布了他的告別巡演，名為《賭徒的最後一筆交易》。儘管他正在考慮錄製另一張錄音室專輯這個可能，也表示打算巡迴結束後退出。在宣布巡迴演出時，羅傑斯當時表示，他的最後一次巡演將出現在NBC的《今日》節目中。音樂會日期安排在2018年，包括訪問美國、澳洲、蘇格蘭、愛爾蘭、英格蘭、荷蘭和瑞士。然而，2018年4月5日，由於羅傑斯出現一系列健康問題，因此按照醫生的建議取消了剩餘的巡迴演出。
羅傑斯在納許維爾的最後一場音樂會於2017年10月25日在普利司通體育館舉行，與他同台演出的還有眾多客座藝術家，包括琳達·戴維斯、埃爾·金、小大城組合、拉奴·域馳、比利·克林頓、李·格林伍德、烈火紅唇合唱團、橡樹嶺男孩、Justin Moore、Travis Tritt、the Judds、克里斯·克里斯多佛森、艾莉森·克勞絲、Chris Stapleton、懷舊女郎、伊迪娜·曼佐、Crystal Gayle、瑞芭·麦肯泰尔和Jamey Johnson。這場音樂會還包括羅傑斯的老朋友多莉·帕頓的特別亮相，她用她的標誌《我將永遠愛你》為羅傑斯唱小夜曲，並與羅傑斯最後一次表演《你不能做老朋友》和《Islands in the Stream》。

### 血統樂隊
雖然羅傑斯在錄音中使用了許多伴奏樂師來演奏樂器，但是自1976年起他就在血統樂隊的巡迴演出中擔任伴奏。該樂隊最初由三人組成。在《旅程》（一部2006年紀錄片關於他的職業生涯）中，羅傑斯說他不理解每年更換巡迴樂隊的歌手，他堅持與Bloodline合作，因為他們已經「了解歌曲」。Bloodline的成員包括 Steve Glassmeyer、Chuck Jacobs、Randy Dorman、Gene Golden、Bobby Daniels、Rick Harper、Edgar Struble、Lynn Hammann、Warren Hartman、Gene Sisk、Brian Franklin、Mike Zimmerman 和 Amber Randall。

## 演藝及其他事業
羅傑斯作為演員也取得了成功。1982年，他在電影《六塊肌》中扮演一名賽車手，該片在美國收穫了2000多萬美元的票房，而《賭徒》系列、《美國的聖誕節》和《懦夫鎮》（根據他的熱門歌曲改編）等電視電影則位居收視率榜首。他也擔任A&E歷史系列劇《The Real West》的主持人和解說員。
羅傑斯說，攝影曾經是他的痴迷，後來逐漸變成了一種熱情。他是攝影書《肯尼‧羅傑斯的美國》（1986年）和《你的朋友和我的朋友》（1987年）的作者。
作為一名企業家，他於1991年與肯德基前執行長John Y. Brown Jr. 合作創辦了連鎖餐廳Kenny Rogers Roasters。這家雞肉和排骨連鎖店與波士頓市場類似，曾出現在NBC情境喜劇《宋飛傳》的一集中，名為《The Chicken Roaster》。電視劇《初來乍到》第四季描述了該連鎖店擁有路易斯·黃的 Cattleman's Ranch 餐廳的股份，然後申請破產。羅傑斯從背面出現，但在劇集《Let Me Go, Bro》中由傑夫·波默蘭茲飾演。
羅傑斯以自己的名字命名了Gambler Chassis Co.，這是一家由 C. K. Spurlock 在田納西州亨德森維爾創辦的短跑賽車製造商。該公司採用了羅傑斯的熱門歌曲《賭徒》中的名字。在1980年代和1990年代，Gambler是速度最快、使用較廣泛的短跑賽車之一，Steve Kinser、Sammy Swindell和Doug Wolfgang等車手都駕駛該賽車在World of Outlaws和著名的Knoxville Nationals中取得了勝利。Gambler 短跑賽車在澳洲也取得了成功，加里·拉什和史蒂夫·布雷齊爾等車手駕駛 Gambler 多次贏得澳洲短跑賽車錦標賽。拉什還使用Gambler底盤贏得了1987年在西澳大利亞珀斯的克萊蒙特賽道舉行的非官方世界短跑賽車錦標賽。
2012年10月，羅傑斯出版了《運氣或類似的東西：回憶錄》一書，講述了他音樂生涯中的起起落落。
2014年，羅傑斯在GEICO的廣告中以真人身份出現，在紙牌遊戲中扮演發牌人，清唱了他的歌曲《賭徒》的部分內容。

## 個人生活
羅傑斯在喬治亞州科爾伯特的一座前莊園——比佛壩農場養了一隻名叫史密蒂 (Smitty) 的寵物山羊。2008年，他從一位朋友那裡得到了這隻山羊。據羅傑斯說，這隻山羊是他的“中心”，在漫長而緊張的巡迴行程後，能給他帶來平靜。

### 婚姻
羅傑斯結過五次婚，育有五個孩子。他的第一次婚姻於1958年5月15日與珍妮絲·戈登結婚；他們於1960年4月離婚，育有一子卡羅爾·林恩。1960年10月，他與第二任妻子吉恩·馬西結婚，並於1963年與她離婚。1963年10月，他與瑪戈·安德森第三次結婚；他們於1975年離婚，留下一個孩子。1977年10月1日，他與第四任妻子、女演員瑪麗安·戈登結婚，1993年離婚，育有一子克里斯托弗。1997年6月1日，他與萬達·米勒結婚，第五次結婚。他們育有一對雙胞胎兒子，婚姻持續了22年，直到他去世。

### 健康狀況下降和死亡
羅傑斯七十年的職業生涯於2017年結束，因為他遇到了健康問題，包括被診斷出患有膀胱癌。2020年3月20日，羅傑斯在喬治亞州桑迪斯普林斯的家中接受善終關懷時去世，享年81歲。他受到安葬在亞特蘭大的奧克蘭公墓。

## 唱片目錄
- 《Love Lifted Me》 (1976年)
- 《肯尼·罗杰斯》 (1976年)
- 《Daytime Friends》 (1977年)
- 《Every Time Two Fools Collide》 (與Dottie West合作) (1978年)
- 《Love or Something Like It》 (1978年)
- 《The Gambler》 (1978年)
- 《Classics》 (與Dottie West合作) (1979年)
- 《Kenny》 (1979年)
- 《Gideon》 (1980年)
- 《Share Your Love》 (1981年)
- 《Christmas》 (1981年)
- 《Love Will Turn You Around》 (1982年)
- 《We've Got Tonight》 (1983年)
- 《Eyes That See in the Dark》 (1983年)
- 《What About Me?》 (1984年)
- 《Once Upon a Christmas》 (與Dolly Parton合作) (1984年)
- 《The Heart of the Matter》 (1985年)
- 《They Don't Make Them Like They Used To》 (1986年)
- 《I Prefer the Moonlight》 (1987年)
- 《Something Inside So Strong》 (1989年)
- 《Christmas in America》 (1989年)
- 《Love Is Strange》 (1990年)
- 《Back Home Again》 (1991年)
- 《If Only My Heart Had a Voice》 (1993年)
- 《Timepiece》 (with David Foster) (1994年)
- 《Vote for Love》 (1996年)
- 《The Gift》 (1996年)
- 《Across My Heart》 (1997年)
- 《Christmas from the Heart》 (1998年)
- 《She Rides Wild Horses》 (1999年)
- 《There You Go Again》 (2000年)
- 《Back to the Well》 (2003年)
- 《Water & Bridges》 (2006年)
- 《The Love of God》 (2011年)
- 《You Can't Make Old Friends》 (2013年)
- 《Once Again It's Christmas》 (2015年)
- 《Life Is Like a Song》 (2023年)

## 電影作品

### 電影
| 年份 | 標題         | 角色           | 導演             | 備註 | 參考   |
| ---- | ------------ | -------------- | ---------------- | ---- | ------ |
| 1982 | 《Six Pack》 | Brewster Baker | Daniel Petrie    |      | [ 55 ] |
| 2001 | 《Longshot》 | Pilot          | Lionel C. Martin |      | [ 56 ] |

### 電視
| 年份      | 標題                                                            | 角色                                   | 備註                                                                                     | 參考   |
| --------- | --------------------------------------------------------------- | -------------------------------------- | ---------------------------------------------------------------------------------------- | ------ |
| 1973      | 《Saga of Sonora》                                              | Balladeer                              | Made-for-TV film directed by Marty Pasetta                                               |        |
| 1975      | 《The Dream Makers》                                            | Earl                                   | Made-for-TV film 導演是Boris Sagal                                                       | [ 55 ] |
| 1979      | 《The Tonight Show Starring Johnny Carson》                     | 嘉賓主持                               | One episode aired on September 10                                                        | [ 57 ] |
| 1980      | 《Kenny Rogers as The Gambler》                                 | Brady Hawkes                           | Made-for-TV film directed by Dick Lowry                                                  | :280   |
| 1981      | 《Coward of the County》                                        | Uncle Matthew                          | Made-for-TV film directed by Dick Lowry                                                  | [ 55 ] |
| 1983      | 《Kenny Rogers as The Gambler: The Adventure Continues》        | Brady Hawkes                           | Made-for-TV film directed by Dick Lowry                                                  | :280   |
| 1985      | 《Wild Horses》                                                 | Matt Cooper                            | Made-for-TV film directed by Dick Lowry                                                  | [ 55 ] |
| 1987      | 《Kenny Rogers as The Gambler, Part III: The Legend Continues》 | Brady Hawkes                           | Made-for-TV film directed by Dick Lowry                                                  | [ 55 ] |
| 1990      | 《The Super Dave Osborne Show》                                 | Carl Hodges / Himself                  | Season 3, Episode 3                                                                      | [ 59 ] |
| 1990      | 《Christmas in America》                                        | Frank Morgan                           | Made-for-TV film directed by Eric Till                                                   | [ 55 ] |
| 1991      | 《The Gambler Returns: The Luck of the Draw》                   | Brady Hawkes                           | Made-for-TV film directed by Dick Lowry                                                  | :280   |
| 1992      | 《The Real West》                                               | Host/narrator                          | Television documentary                                                                   | :280–1 |
| 1993      | 《Rio Diablo》                                                  | Quentin Leech                          | Made-for-TV film directed by Rod Hardy                                                   | :280   |
| 1994      | 《Dr. Quinn, Medicine Woman》                                   | Daniel Watkins                         | Episode: "Portraits" (S 1:EP 17)                                                         | :280   |
| 1994      | 《The Gambler V: Playing for Keeps》                            | Brady Hawks                            | Made-for-TV film directed by Jack Bender                                                 | :280   |
| 1994      | 《MacShayne: Winner Takes All》                                 | John J. 'Jack' MacShayne               | Made-for-TV film directed by E.W. Swackhamer                                             | [ 60 ] |
| 1994      | 《MacShayne: The Final Roll of the Dice》                       | John J. 'Jack' MacShayne               | Made-for-TV film directed by E.W. Swackhamer                                             | [ 61 ] |
| 1995      | 《Big Dreams and Broken Hearts: The Dottie West Story》         | Himself                                | Made-for-TV film directed by Bill D'Elia                                                 | [ 55 ] |
| 1996      | 《Cybill》                                                      | Himself (Uncredited)                   | Episode: "A Who's Who for What's His Name" (S 2:Ep 16)                                   |        |
| 1997      | 《Get to the Heart: The Barbara Mandrell Story》                | Himself                                | Made-for-TV film directed by Jerry London                                                | [ 62 ] |
| 2000      | 《與天使有約》                                                  | Denny Blye                             | Episode: "Buy Me a Rose" (S 6:Ep 14)                                                     | [ 63 ] |
| 2003      | 《Reno 911!》                                                   | Himself                                | Episode: "Dangle’s Promotion" (S 2:EP 1) Episode: "Security for Kenny Rogers" (S 2:EP 8) |        |
| 2005-2009 | 《親親麻吉》                                                    | Cheese (voice)                         | Main role: 58 episodes                                                                   |        |
| 2009-2017 | 《The Fairly OddParents》                                       | "Foop" Irep (voice)                    | Main role: 10 episodes                                                                   |        |
| 2009      | 《老爸老媽的浪漫史》                                            | Himself as Kindly Book Narrator(voice) | Episode: "Duel Citizenship" (S 5:EP 5)                                                   | [ 64 ] |
| 2018      | 《勞德之家》                                                    | Himself (Live-Action)                  | Episode "Tripped!" (S 3:EP 1)                                                            |        |

## 獎項及榮譽
| 年份 | 獎項                                           | 分類                                                                               |
| ---- | ---------------------------------------------- | ---------------------------------------------------------------------------------- |
| 2017 | Texas Country Music Hall of Fame               | Inductee                                                                           |
| 2013 | Country Music Association Awards               | Willie Nelson Lifetime Achievement Award                                           |
| 2013 | Country Music Hall of Fame                     | Inducted into the Country Music Hall of Fame                                       |
| 2010 | American Eagle Award                           | American Eagle Award                                                               |
| 2009 | ACM Honors                                     | Cliffie Stone Pioneer Award(w/ Jerry Reed, Randy Travis, Hank Williams Jr.)        |
| 2007 | ASCAP Golden Note Award                        | ASCAP Golden Note Award                                                            |
| 2007 | CMT Music Awards                               | Album of the Year—Water & Bridges                                                  |
| 2005 | CMT Music Awards                               | Favorite All Time Country Duet—"Islands In the Stream" (w/Dolly Parton)            |
| 2004 | CMT's 100 Greatest Cheating Songs              | "Ruby Don't Take Your Love to Town"—No. 6                                          |
| 2003 | International Entertainment Buyers Association | Lifetime Achievement Award                                                         |
| 2003 | CMT's 100 Greatest Country Songs               | "The Gambler"—No. 26                                                               |
| 2002 | CMT's 40 Greatest Men of Country Music         | Ranking—No. 19                                                                     |
| 2000 | TNN Music Awards                               | Career Achievement Award                                                           |
| 1999 | BBC's Greatest Country Singer                  | Ranking—No. 2                                                                      |
| 1988 | Grammy Awards                                  | Best Duo Country Vocal Performance—"Make No Mistake She's Mine" (w/ Ronnie Milsap) |
| 1986 | USA Today                                      | Favorite Singer of All Time                                                        |
| 1985 | American Music Awards                          | Favorite Country Album—《Eyes That See in the Dark》                               |
| 1985 | American Music Awards                          | Favorite Male Country Artist                                                       |
| 1983 | Academy of Country Music Awards                | Single of the Year—《Islands In the Stream"》(w/ Dolly Parton)                     |
| 1983 | Academy of Country Music Awards                | Top Vocal Duet (w/ Dolly Parton)                                                   |
| 1983 | American Music Awards                          | Favorite Pop/Rock Country Artist                                                   |
| 1983 | American Music Awards                          | Favorite Country Single—《Love Will Turn You Around》                              |
| 1983 | ASAP Awards                                    | Favorite Single—"Islands In the Stream" (w/Dolly Parton)                           |
| 1982 | American Music Awards                          | Favorite Country Album—Greatest Hits                                               |
| 1981 | American Music Awards                          | Favorite Pop/Rock Male Artist                                                      |
| 1981 | American Music Awards                          | Favorite Country Album—The Gambler                                                 |
| 1981 | American Music Awards                          | Favorite Country Single—"Coward of the County"                                     |
| 1980 | American Music Awards                          | Favorite Male Country Artist                                                       |
| 1980 | American Music Awards                          | Favorite Country Album—The Gambler                                                 |
| 1980 | Music City News Country                        | Single of the Year                                                                 |
| 1979 | American Music Awards                          | Favorite Male Country Artist                                                       |
| 1979 | American Music Awards                          | Favorite Country Album—10 Years of Gold                                            |
| 1979 | Country Music Association Awards               | Male Vocalist of the Year                                                          |
| 1979 | Country Music Association Awards               | Vocal Duo of the Year (w/ Dottie West)                                             |
| 1979 | Country Music Association Awards               | Album of the Year—The Gambler                                                      |
| 1979 | Music City News Country                        | Male Artist of the Year                                                            |
| 1979 | Music City News Country                        | Single of the Year—"The Gambler"                                                   |
| 1979 | Grammy Awards                                  | Best Male Country Vocal Performance—"The Gambler"                                  |
| 1978 | 美國音樂獎                                     | 最受歡迎單曲—《Lucille》                                                           |
| 1978 | 鄉村音樂協會獎                                 | 年度最佳二重唱組合 (w/Dottie West)                                                 |
| 1978 | 鄉村音樂學院獎                                 | 年度藝人                                                                           |
| 1978 | 鄉村音樂學院獎                                 | 最佳男歌手                                                                         |
| 1977 | 鄉村音樂協會獎                                 | 年度單曲—《Lucille》                                                               |
| 1977 | 鄉村音樂學院獎                                 | 最佳男歌手                                                                         |
| 1977 | 鄉村音樂學院獎                                 | 年度單曲—《Lucille》                                                               |
| 1977 | 鄉村音樂學院獎                                 | 年度歌曲—《Lucille》                                                               |
| 1977 | 葛萊美獎                                       | 最佳鄉村男歌手—《Lucille》                                                         |

## 唱片公司
以下是羅傑斯簽約的唱片公司名單：
- Cue (1957年, with the band the Scholars and also as a solo singer)
- Carlton (1958年, 單獨交易)
- KenLee (one single, label owned by Rogers and his brother Lelan)
- Columbia (1960s, with jazz combo, the Bobby Doyle Three)
- Reprise (1967, with the First Edition, all material recorded during this time has since been acquired by Universal Music Group)
- Jolly Rogers (1973, with the First Edition, label was owned by Rogers)
- United Artists (1975, solo deal)
- Liberty (1980, United Artists merged into EMI/Capitol in 1980; some pressings of albums were issued on Capitol's imprint labels, EMI, EMI America, and EMI Manhattan.)
- RCA Records (1983, solo deal)
- Reprise (1989, solo deal)
- Giant (1993, one solo album)
- Atlantic (1994, one solo album)
- onQ Music (1996, one solo album; onQ Music was created by the QVC Network to release exclusive albums for sale only on QVC. The first onQ release was Rogers's Vote for Love, a two-disc set that would later become available in standard retail stores.)
- Magnatone (1996, solo deal)
- Dreamcatcher (1998, solo deal; Dreamcatcher was owned and run by Rogers and Jim Mazza for the purpose of releasing Rogers's albums and certain reissues of Rogers's catalog. Other artists, such as Marshall Dyllon and Randy Dorman, were also released on Dreamcatcher Records. The label closed in 2004.)
- Capitol Nashville (2004, 單獨交易)